# 2014年冬季奧林匹克運動會澳大利亞代表團
2014年冬季奧林匹克運動會澳大利亞代表團是澳大利亞派出的2014年冬季奧林匹克運動會代表團，共有60名運動員參與11個項目的賽事。

## 外部連結
- Australia at the 2014 Winter Olympics（页面存档备份，存于）